# 50 Hudson Yards
50 Hudson Yards är en skyskrapa som ligger inom byggnadskomplexet Hudson Yards på Manhattan i New York, New York i USA.
Byggnaden uppfördes mellan 2017 och 2022 som en fastighet för kontorsverksamhet. Den är 308 meter hög och har 58 våningar.